# Campeonato Sudamericano Femenino Sub-17 de 2010
El Campeonato Sudamericano Femenino Sub-17 de 2010 fue la II edición de este torneo, disputada en Brasil entre el 28 de enero y el 11 de febrero de 2010. El campeonato se jugó en las subsedes de São Paulo y São Caetano do Sul, entre las selecciones nacionales femeninas sub-17 de todos los países cuyas federaciones están afiliadas a la CONMEBOL. Además, los tres primeros lugares consiguieron la clasificación a la Copa Mundial Femenina de Fútbol Sub-17 de 2010 en Trinidad y Tobago.

## Sedes
Para el torneo, se utilizaron los estadios de las ciudades de São Paulo y São Caetano do Sul.
| Estadio Conde Rodolfo Crespi | Estadio Municipal Paulo Machado de Carvalho | Estadio Nicolau Alayon | Estadio Anacleto Campanella |
| 4.004                        | 40.260                                      | 9.650                  | 22.738                      |
|                              |                                             |                        |                             |

## Participantes
Participaron las diez selecciones nacionales de fútbol afiliadas a la CONMEBOL, divididas en dos grupos:
| Equipos participantes | Equipos participantes | Equipos participantes | Equipos participantes | Equipos participantes |
| --------------------- | --------------------- | --------------------- | --------------------- | --------------------- |
| Argentina             | Bolivia               | Brasil                | Chile                 | Colombia              |
| Ecuador               | Paraguay              | Perú                  | Uruguay               | Venezuela             |

## Árbitras
La lista de árbitras y asistentes fue la siguiente:
| - Jesica Salomé Di Iorio - María Laura Fortunato - Shirley Cornejo - Marina Quiroga - Simone Xavier de Paula e Silva | - María Eliza Barbosa - María Belén Carvajal - Pamela Paz Gutiérrez - Yeimy Lucero Martínez - Lucía Hurtatiz Tabares | - Betty Paulina Tobar - Mónica Amboya - Mabel Ortega - Estela Ayala González - Melany Bermejo | - Gabriela Moreno - Claudia Umpiérrez - Luciana Mascaraña - Yercinia Correa - Yoly García Colmenares |

## Resultados

### Primera fase

#### Grupo A
| Equipo   | Pts | PJ | PG | PE | PP | GF | GC |
| -------- | --- | -- | -- | -- | -- | -- | -- |
| Brasil   | 12  | 4  | 4  | 0  | 0  | 28 | 1  |
| Paraguay | 7   | 4  | 2  | 1  | 1  | 9  | 6  |
| Bolivia  | 7   | 4  | 2  | 1  | 1  | 5  | 4  |
| Perú     | 3   | 4  | 1  | 0  | 3  | 3  | 13 |
| Ecuador  | 0   | 4  | 0  | 0  | 4  | 1  | 22 |

| 29 de enero de 2010, 13:50 | Bolivia                     | 3:0 (1:0) | Perú | Estadio Conde Rodolfo Crespi, São Paulo      |                                              |
|                            | Zenteno 35' · Eguez 47' 76' |           |      | Árbitro(s): Yeimy Lucero Martínez (Colombia) | Árbitro(s): Yeimy Lucero Martínez (Colombia) |

| 29 de enero de 2010, 16:00 | Ecuador | 0:3 (0:2) | Paraguay                            | Estadio Conde Rodolfo Crespi, São Paulo        |                                                |
|                            |         |           | Fretes 19' · Toledo 35' · Ayala 49' | Árbitro(s): Jesica Salomé Di Iorio (Argentina) | Árbitro(s): Jesica Salomé Di Iorio (Argentina) |

| 31 de enero de 2010, 13:50 | Perú                                  | 3:1 (2:1) | Ecuador     | Estadio Nicolau Alayon, São Paulo       |                                         |
|                            | Butrich 14' · Pérez 26' · Bellido 68' |           | Álvarez 11' | Árbitro(s): Yercinia Correa (Venezuela) | Árbitro(s): Yercinia Correa (Venezuela) |

| 31 de enero de 2010, 16:00 | Brasil                               | 3:0 (3:0) | Bolivia | Estadio Nicolau Alayon, São Paulo       |                                         |
|                            | Braga 13' · Vicenzo 25' · Paixão 39' |           |         | Árbitro(s): Claudia Umpiérrez (Uruguay) | Árbitro(s): Claudia Umpiérrez (Uruguay) |

| 2 de febrero de 2010, 13:50 | Paraguay                                           | 4:0 (1:0) | Perú | Estadio Conde Rodolfo Crespi, São Paulo  |                                          |
|                             | Mendoza 12' · Rolon 61' · Peralta 64' · Toledo 65' |           |      | Árbitro(s): María Belén Carvajal (Chile) | Árbitro(s): María Belén Carvajal (Chile) |

| 2 de febrero de 2010, 16:00 | Ecuador | 0:15 (0:9) | Brasil | Estadio Conde Rodolfo Crespi, São Paulo      |                                              |
|                             |         |            | Pardal 6' · Cristiano 8' 20' 44' 76' · Guedez 17' 23' 41' 58' 60' · Paz 29' · Machry 36' · Hanstenreiter 46' 50' · Paixão 55' | Árbitro(s): Yeimy Lucero Martínez (Colombia) | Árbitro(s): Yeimy Lucero Martínez (Colombia) |

| 4 de febrero de 2010, 13:50 | Bolivia     | 1:0 (0:0) | Ecuador | Estadio Nicolau Alayon, São Paulo        |                                          |
|                             | Zenteno 58' |           |         | Árbitro(s): María Belén Carvajal (Chile) | Árbitro(s): María Belén Carvajal (Chile) |

| 4 de febrero de 2010, 16:00 | Brasil                                                    | 5:1 (3:0) | Paraguay    | Estadio Nicolau Alayon, São Paulo              |                                                |
|                             | Pardal 21' · Vicenzo 35' 39' · Machry 83' · Cristiano 88' |           | Mendoza 60' | Árbitro(s): Jesica Salomé Di Iorio (Argentina) | Árbitro(s): Jesica Salomé Di Iorio (Argentina) |

| 6 de febrero de 2010, 13:50 | Paraguay | 1:1 (1:1) | Bolivia    | Estadio Nicolau Alayon, São Paulo       |                                         |
|                             | Peña 12' |           | Zabala 36' | Árbitro(s): Claudia Umpiérrez (Uruguay) | Árbitro(s): Claudia Umpiérrez (Uruguay) |

| 6 de febrero de 2010, 16:00 | Perú | 0:5 (0:3) | Brasil                                                     | Estadio Nicolau Alayon, São Paulo        |                                          |
|                             |      |           | João 9' 56' · Machry 23' · Vicenzo 30' · Hanstenreiter 53' | Árbitro(s): María Belén Carvajal (Chile) | Árbitro(s): María Belén Carvajal (Chile) |

#### Grupo B
| Equipo    | Pts | PJ | PG | PE | PP | GF | GC |
| --------- | --- | -- | -- | -- | -- | -- | -- |
| Chile     | 8   | 4  | 2  | 2  | 0  | 9  | 3  |
| Venezuela | 7   | 4  | 2  | 1  | 1  | 7  | 4  |
| Argentina | 7   | 4  | 2  | 1  | 1  | 5  | 4  |
| Colombia  | 6   | 4  | 2  | 0  | 2  | 6  | 5  |
| Uruguay   | 0   | 4  | 0  | 0  | 4  | 2  | 13 |

| 28 de enero de 2010, 13:50 | Chile                             | 2:2 (1:1) | Venezuela             | Estadio Nicolau Alayon, São Paulo     |                                       |
|                            | Moroso 8' · Santibáñez 60' (pen.) |           | Ulacio 30' · Viso 75' | Árbitro(s): Shirley Cornejo (Bolivia) | Árbitro(s): Shirley Cornejo (Bolivia) |

| 28 de enero de 2010, 16:00 | Colombia                               | 3:1 (1:1) | Uruguay    | Estadio Nicolau Alayon, São Paulo                   |                                                     |
|                            | Torres 4' · Santos 57' · Hernández 75' |           | Chaves 33' | Árbitro(s): Simone Xavier de Paula e Silva (Brasil) | Árbitro(s): Simone Xavier de Paula e Silva (Brasil) |

| 30 de enero de 2010, 13:50 | Venezuela | 1:0 (1:0) | Colombia | Estadio Conde Rodolfo Crespi, São Paulo   |                                           |
|                            | Viso 17'  |           |          | Árbitro(s): Betty Paulina Tobar (Ecuador) | Árbitro(s): Betty Paulina Tobar (Ecuador) |

| 30 de enero de 2010, 16:00 | Argentina  | 1:1 (1:1) | Chile    | Estadio Conde Rodolfo Crespi, São Paulo |                                   |
|                            | Soriano 5' |           | Aedo 30' | Árbitro(s): Melany Bermejo (Perú)       | Árbitro(s): Melany Bermejo (Perú) |

| 1 de febrero de 2010, 13:50 | Uruguay   | 1:4 (0:1) | Venezuela                        | Estadio Nicolau Alayon, São Paulo   |                                     |
|                             | Souza 79' |           | Viso 38' · Guarecuco 46' 80' 86' | Árbitro(s): Mabel Ortega (Paraguay) | Árbitro(s): Mabel Ortega (Paraguay) |

| 1 de febrero de 2010, 16:00 | Colombia        | 3:1 (2:1) | Argentina   | Estadio Nicolau Alayon, São Paulo     |                                       |
|                             | Peña 5' 10' 55' |           | Soriano 17' | Árbitro(s): Shirley Cornejo (Bolivia) | Árbitro(s): Shirley Cornejo (Bolivia) |

| 3 de febrero de 2010, 13:50 | Chile                    | 2:0 (0:0) | Colombia | Estadio Anacleto Campanella, São Caetano do Sul |                                   |
|                             | Aedo 51' · Arriagada 60' |           |          | Árbitro(s): Melany Bermejo (Perú)               | Árbitro(s): Melany Bermejo (Perú) |

| 3 de febrero de 2010, 16:00 | Argentina                  | 2:0 (1:0) | Uruguay | Estadio Anacleto Campanella, São Caetano do Sul     |                                                     |
|                             | Tramonte 43' · Soriano 76' |           |         | Árbitro(s): Simone Xavier de Paula e Silva (Brasil) | Árbitro(s): Simone Xavier de Paula e Silva (Brasil) |

| 5 de febrero de 2010, 13:50 | Uruguay | 0:4 (0:2) | Chile                                          | Estadio Nicolau Alayon, São Paulo         |                                           |
|                             |         |           | Soto 10' · Aedo 33' · Moroso 48' · Pinilla 81' | Árbitro(s): Betty Paulina Tobar (Ecuador) | Árbitro(s): Betty Paulina Tobar (Ecuador) |

| 5 de febrero de 2010, 16:00 | Venezuela | 0:1 (0:0) | Argentina        | Estadio Nicolau Alayon, São Paulo   |                                     |
|                             |           |           | Bonsegundo 90+2' | Árbitro(s): Mabel Ortega (Paraguay) | Árbitro(s): Mabel Ortega (Paraguay) |

### Fase final
|  | Semifinales | Semifinales |   |          | Final     | Final |  |
|  |             |             |   |          |           |       |  |
|  |             |             |   |          |           |       |  |
|  |             |             |   |          |           |       |  |
|  | Chile       | 4           |   |          |           |       |  |
|  | Paraguay    | 1           |   |          |           |       |  |
|  |             |             |   |          |           |       |  |
|  |             |             |   |          |           |       |  |
|  |             |             |   |          | Brasil    | 7     |  |
|  |             | Chile       | 0 |          |           |       |  |
|  |             |             |   |          |           |       |  |
|  |             |             |   |          |           |       |  |
|  |             |             |   |          | 3º puesto |       |  |
|  |             |             |   |          |           |       |  |
|  | Brasil      | 6           |   | Paraguay | 0         |       |  |
|  | Venezuela   | 2           |   |          | Venezuela | 1     |  |

#### Semifinales
| 9 de febrero de 2010, 15:50 | Chile                                         | 4:1 (2:0) | Paraguay    | Estadio Municipal Paulo Machado de Carvalho, São Paulo |                                       |
|                             | Moroso 8' 72' · Aedo 31' · Peralta 60' (a.g.) |           | Galeano 46' | Árbitro(s): Shirley Cornejo (Bolivia)                  | Árbitro(s): Shirley Cornejo (Bolivia) |

| 9 de febrero de 2010, 18:00 | Brasil                                                    | 6:2 (2:1) | Venezuela            | Estadio Municipal Paulo Machado de Carvalho, São Paulo |                                   |
|                             | Vicenzo 7' · Pardal 30' 52' 81' · Paz 50' · Cristiano 85' |           | Viso 3' · Ulacio 88' | Árbitro(s): Melany Bermejo (Perú)                      | Árbitro(s): Melany Bermejo (Perú) |

#### Tercer lugar
| 11 de febrero de 2010, 15:50 | Paraguay | 0:1 (0:0) | Venezuela     | Estadio Municipal Paulo Machado de Carvalho, São Paulo |                                         |
|                              |          |           | Guarecuco 60' | Árbitro(s): Claudia Umpiérrez (Uruguay)                | Árbitro(s): Claudia Umpiérrez (Uruguay) |

#### Final
| 11 de febrero de 2010, 18:00 | Brasil                                                                | 7:0 (3:0) | Chile | Estadio Municipal Paulo Machado de Carvalho, São Paulo |                                                |
|                              | João 12' 74' · Paz 23' 41' · Vicenzo 76' · Machry 80' · Cristiano 83' |           |       | Árbitro(s): Jesica Salomé Di Iorio (Argentina)         | Árbitro(s): Jesica Salomé Di Iorio (Argentina) |

|                            |
| Bandera de Brasil          |
| Campeón Brasil 1.er título |

## Clasificados aTrinidad y Tobago 2010
| Brasil | Chile | Venezuela |
| ------ | ----- | --------- |

## Tabla General de posiciones
A continuación se muestra la tabla general de posiciones:
| Pos. | Equipo    | Pts | PJ | PG | PE | PP | GF | GC | Dif. | Efect. |
| ---- | --------- | --- | -- | -- | -- | -- | -- | -- | ---- | ------ |
| 1    | Brasil    | 18  | 6  | 6  | 0  | 0  | 41 | 3  | +38  | 100%   |
| 2    | Chile     | 11  | 6  | 3  | 2  | 1  | 13 | 11 | +2   | 61,11% |
| 3    | Venezuela | 10  | 6  | 3  | 1  | 2  | 10 | 10 | 0    | 55,56% |
| 4    | Paraguay  | 7   | 6  | 2  | 1  | 3  | 10 | 11 | -1   | 38,89% |
| 5    | Argentina | 7   | 4  | 2  | 1  | 1  | 5  | 4  | +1   | 58,33% |
| 5    | Bolivia   | 7   | 4  | 2  | 1  | 1  | 5  | 4  | +1   | 58,33% |
| 7    | Colombia  | 6   | 4  | 2  | 0  | 2  | 6  | 5  | +1   | 50,00% |
| 8    | Perú      | 3   | 4  | 1  | 0  | 3  | 3  | 13 | -10  | 25,00% |
| 9    | Uruguay   | 0   | 4  | 0  | 0  | 4  | 2  | 13 | -11  | 0%     |
| 10   | Ecuador   | 0   | 4  | 0  | 0  | 4  | 1  | 22 | -21  | 0%     |